# التيار السلفي في لبنان
 التيار السلفي في لبنان  هو حزب سياسي سلفي لبناني، يترأسه الشهال.